# Јован Копривица
Јован Копривица (рођен 15. јула 1982. у Београду) је бивши српски кошаркаш. Играо је на позицији крила.

## Клупска каријера
Копривица је сениорски деби имао у екипи Беопетрола одакле долази 2001. године у Црвену звезду. Са црвено-белима је освојио куп Кораћа 2004. године. Пред крај свог играња у Звезди имао је доста проблема са повредама, па је клуб раскинуо уговор са њим 2005. године.
Након опоравка од повреде крајем децембра 2005. је потписао уговор са грчким Панелиниосом до краја сезоне 2005/06. Сезону 2006/07. је провео у екипи Игокее, да би се у новембру 2007. вратио у Србију и потписао отворени уговор са нишким Ергономом. Након тога следе две сезоне у украјинској лиги где је наступао за екипе Политехника-Галичине и Кривбаса. Сезону 2010/11. није играо а у новембру 2011. је потписао уговор са ОКК Београдом, који му је био последњи клуб у каријери.

## Остало
Син је бившег кошаркаша Црвене звезде и Репрезентације Југославије, Жарка Копривице.